# 銀の百合/バンザイRIZING!!!/光の悪魔
『銀の百合/バンザイRIZING!!!/光の悪魔』（ぎんのゆり、バンザイライジング、ひかりのあくま）は、2020年12月9日に発売されたFantôme Iris/風神RIZING！/εpsilonΦのミニ・アルバム。
いずれもメディアミックスプロジェクト『from ARGONAVIS』の派生バンドで、表題曲はその初出発表時に使われた代表曲である。

## 作品背景・内容

### 銀の百合
- Fantôme Irisの作品群の中で最初に公開された楽曲。ボーカル・フェリクス・ルイ=クロード・モンドールを演じるランズベリー・アーサーは、「代表曲」と明言している[6]。
- レコーディングはカバー曲の収録よりも後である[6]。
- ランズベリーは、「悩める人を後押しるするような内容の歌詞に、エキゾチックなテイストを含む激しいサウンドと美しい曲調を含んでいる」と語った[6]。

### バンザイRIZING!!!
- ロックバンド・FLOWのTAKEが制作。ディレクションも務めている[7]。
- ボーカル・神ノ島風太役の中島ヨシキは、「デモを聞いた時点からFLOWらしさが出ていた」と話している[7]。

### 光の悪魔
- ボーカル・宇治川紫夕を演じる榊原優希は、「バンドらしさがよく表れている」としつつも、紫夕が「バンドを"チーム"というよりはむしろ"自分の所有物"のような感覚で見ている視点が強い」と説明している[8]。
- 「紫夕が制作した」という設定であり、「気づかないうちに自らの内面まで書き留めてしまった曲」と榊原は語った[8]。
- ロックバンド・凛として時雨のメンバーTKが制作。"他の意味にも受け取れるようにするため、言葉の意味をあやふやにする"という手法が本楽曲でも用いられている[8]。
  - 楽曲終盤の「欲しかったのは“eye”だ」という歌詞では、"愛"が欲しかったと受け止められる可能性がある。TKも"eye"ではなく"愛"にすることを考えていたが、収録の際に榊原と相談し、「"愛"という発想を持たない紫夕がその言葉を使うはずがない」という見解で一致し、別の"アイ"を入れるなかで、現在の形となった[8]。

## 収録曲
各バージョンごとに、カップリング曲・ボイスドラマ・カバー曲が異なる。

### 【Atype】（Fantôme Iris ver. ）
1. 銀の百合 (3:35)
  - 作詞：マオ（シド）、作曲：御恵明希（シド）、編曲：シド、歌：Fantôme Iris
2. バンザイRIZING!!! (4:32)
  - 作詞・作曲・編曲：TAKE（FLOW）、歌：風神RIZING！
3. 光の悪魔 (3:42)
  - 作詞・作曲・編曲：TK（凛として時雨）[8]、歌：εpsilonΦ（宇治川紫夕・二条遥）
4. histoire (3:22)
  - 作詞：マオ（シド）、作曲：Shinji（シド）、編曲：シド、歌：Fantôme Iris
5. 誘惑 (4:19)
  - 作詞・作曲：TAKURO、編曲：廣澤優也、歌：Fantôme Iris、Cover：GLAY[9]
6. ボイスドラマ「histoire des vampires」 (18:55)

### 【Btype】（風神RIZING！ver.）
1. 銀の百合 (3:35)
  - 作詞：マオ（シド）、作曲：御恵明希（シド）、編曲：シド、歌：Fantôme Iris
2. バンザイRIZING!!! (4:32)
  - 作詞・作曲・編曲：TAKE（FLOW）、歌：風神RIZING！
3. 光の悪魔 (3:42)
  - 作詞・作曲・編曲：TK（凛として時雨）、歌：εpsilonΦ（宇治川紫夕・二条遥）
4. 上京上等行ってきまーす☆ (4:26)
  - 作詞・作曲・編曲：TAKE（FLOW）、歌：風神RIZING！
5. HOT LIMIT (3:41)
  - 作詞：井上秋緒、作曲：浅倉大介、編曲：藤井健太郎、歌：風神RIZING！、Cover：T.M.Revolution[9]
6. ボイスドラマ「フウライ上京物語」 (18:32)

### 【Ctype】（εpsilonΦ ver.）
1. 銀の百合 (3:35)
  - 作詞：マオ（シド）、作曲：御恵明希（シド）、編曲：シド、歌：Fantôme Iris
2. バンザイRIZING!!! (4:32)
  - 作詞・作曲・編曲：TAKE（FLOW）、歌：風神RIZING！
3. 光の悪魔 (3:42)
  - 作詞・作曲・編曲：TK（凛として時雨）、歌：εpsilonΦ（宇治川紫夕・二条遥）
4. Play With You (3:44)
  - 作詞：新田目駿、作曲：藤井亮太、編曲：青木宏憲・日直伸次、歌：εpsilonΦ（宇治川紫夕）
5. ロキ (3:49)
  - 作詞・作曲：みきとP、編曲：廣澤優也、歌：εpsilonΦ（宇治川紫夕・二条遥）、Cover：みきとP feat.鏡音リン[9]
6. ボイスドラマ「コドモノアソビ」 (20:35)

## 発売形態
| 発売日        | タイトル                            | 販売形態 | 規格品番   | 形態                       | 特典                                               | 初回生産特典                                          |
| ------------- | ----------------------------------- | -------- | ---------- | -------------------------- | -------------------------------------------------- | ----------------------------------------------------- |
| 2020年12月9日 | 銀の百合/バンザイRIZING!!!/光の悪魔 | CD       | BRMM-10334 | 【Atype】Fantôme Iris ver. | チェキ風キャラクターカード1枚（全5種）             | 「BUSHIROAD ROCK FESTIVAL 2021」 CD特別先行抽選申込券 |
| 2020年12月9日 | 銀の百合/バンザイRIZING!!!/光の悪魔 | CD       | BRMM-10335 | 【Btype】風神RIZING！ ver. | バックステージパス風キャラクターカード1枚（全5種） | 「BUSHIROAD ROCK FESTIVAL 2021」 CD特別先行抽選申込券 |
| 2020年12月9日 | 銀の百合/バンザイRIZING!!!/光の悪魔 | CD       | BRMM-10336 | 【Ctype】εpsilonΦ ver.     | 学生証風キャラクターカード1枚（全5種）             | 「BUSHIROAD ROCK FESTIVAL 2021」 CD特別先行抽選申込券 |